# 匿盆
匿盆，柬埔寨金邊王朝時期人物。
1739年，他进攻鄚天赐失败，河仙遂正式摆脫柬埔寨的控制。